# 萊灰蝶族
萊灰蝶族（學名：Remelanini）是灰蝶科線灰蝶亞科裡的一個族。物種分佈於東洋界。

## 分類
- 萊灰蝶屬 Remelana
- 安灰蝶屬 Ancema
- 偽雙尾灰蝶屬 Pseudotajuria